# Жуау Фагундиш
Жуау Алвариш Фагундиш (на португалски: João Álvares Fagundes) (неизв. – 1521) е португалски корабопритежател, мореплавател и изследовател.

## Биография
Роден е около 1460 година във Виана до Кастело (Виана ду Кащелу), Португалия.
След като по време на експедицията си от 1497 г. италианският мореплавател на английска служба Джон Кабот (придружаван от сина си Себастиан Кабот) открива Голямата Нюфаундленска банка, гигантски рибни пасажи от селда и треска, португалците също са привлечени този обещаващ район и неговите богатства. Отплавайки около 1520 г., Жуау Фагундиш е сред първите, които се отправят натам. През 1520 г. южно от Нюфаундленд, той открива островите Сен Пиер и Микелон и редица малки островчета, показани на старите португалски карти като архипелази и им дава първоначалното име „Острови на 11 000-те девици“ (тъй като най-напред ги зърва по празника на Света Урсула, ги кръщава на нея и придружителките ѝ, избити, според Златната легенда, от хуните на Атила). Изследва целия източен бряг на остров Кейп Бретон и южно от него открива дългия пясъчен остров Сейбъл (43°57′ с. ш. 59°55′ з. д. / 43.95° с. ш. 59.916667° з. д.)
След завръщането си в Португалия, Фагундиш получава разрешение от краля да организира колония в новооткритите земи, набира желаещи колонисти и през лятото на 1523 г. ги откарва на източното крайбрежие на Кейп Бретон. След година и половина между колонистите и местните индианци започват спречквания, които довеждат до разрушаване на домовете на португалците. В търсене на по-спокойни райони за заселване през 1525 г. Фагундиш открива южния бряг на п-ов Нова Шотландия, крайбрежието на залива Фънди и част от северозападния бряг на залива Мейн до залива Пенобскот (44°15′ с. ш. 68°50′ з. д. / 44.25° с. ш. 68.833333° з. д.), като по този начин открива около 1000 км от източното крайбрежие на Северна Америка.
Основаното от Фагундиш селище не може да просъществува без поддръжката от Португалия, а такава не идва, и към 1526 г., първият опит на европейците да се закрепят на източното крайбрежие на Северна Америка претърпява неуспех. Още известно време португалски моряци ходят за риба в този район, но в крайна сметка са изместени от хора от Франция – нормандци, бретонци, а също и баски.
Жоао Фагундиш мира през 1522 година в родния си град.